# Rachel Korine
Desireé Rachel Korine (4 april 1986) is een Amerikaanse actrice.
Korine werd geboren als Desireé Rachel Simon en groeide op in Nashville, Tennessee. Ze is onder andere bekend van de films Mister Lonely en Trash Humpers. Ook is ze te zien in de speelfilm Spring Breakers, geschreven en geregisseerd door haar echtgenoot Harmony Korine.

## Filmografie
- Bibliothèque nationale de France: cb16274841j (data)
- Gemeinsame Normdatei: 120741235X
- International Standard Name Identifier: 0000 0001 1921 5595
- Library of Congress Control Number: no2013089925
- Système universitaire de documentation: 235609315
- Virtual International Authority File: 170416427
- WorldCat: E39PBJckPHdPP6CCfHPT6pPxXd